# Lazaros Papadopulos
Lazaros Papadopulos (gr. Λάζαρος Παπαδόπουλος; ur. 3 czerwca 1980 w Krasnodarze, Rosja - daw. ZSRR) – grecki koszykarz występujący na pozycji środkowego, olimpijczyk, multimedalista międzynarodowych imprez koszykarskich.
Urodził się w Związku Radzieckim w Krasnodarze jako Łazar Popandopuło (Лазарь Попандопуло) w rodzinie rosyjsko-greckiej. W 1990 roku wyemigrował do greckich Salonik wraz z ojcem Teodorem, matką Mariną i młodszą siosrą Agapi. Dwa lata później rozpoczął treningi koszykarskie, które doprowadziły go do m.in. medali na mistrzostwach Świata i Europy oraz zwycięstwa w Eurolidze.

## Osiągnięcia

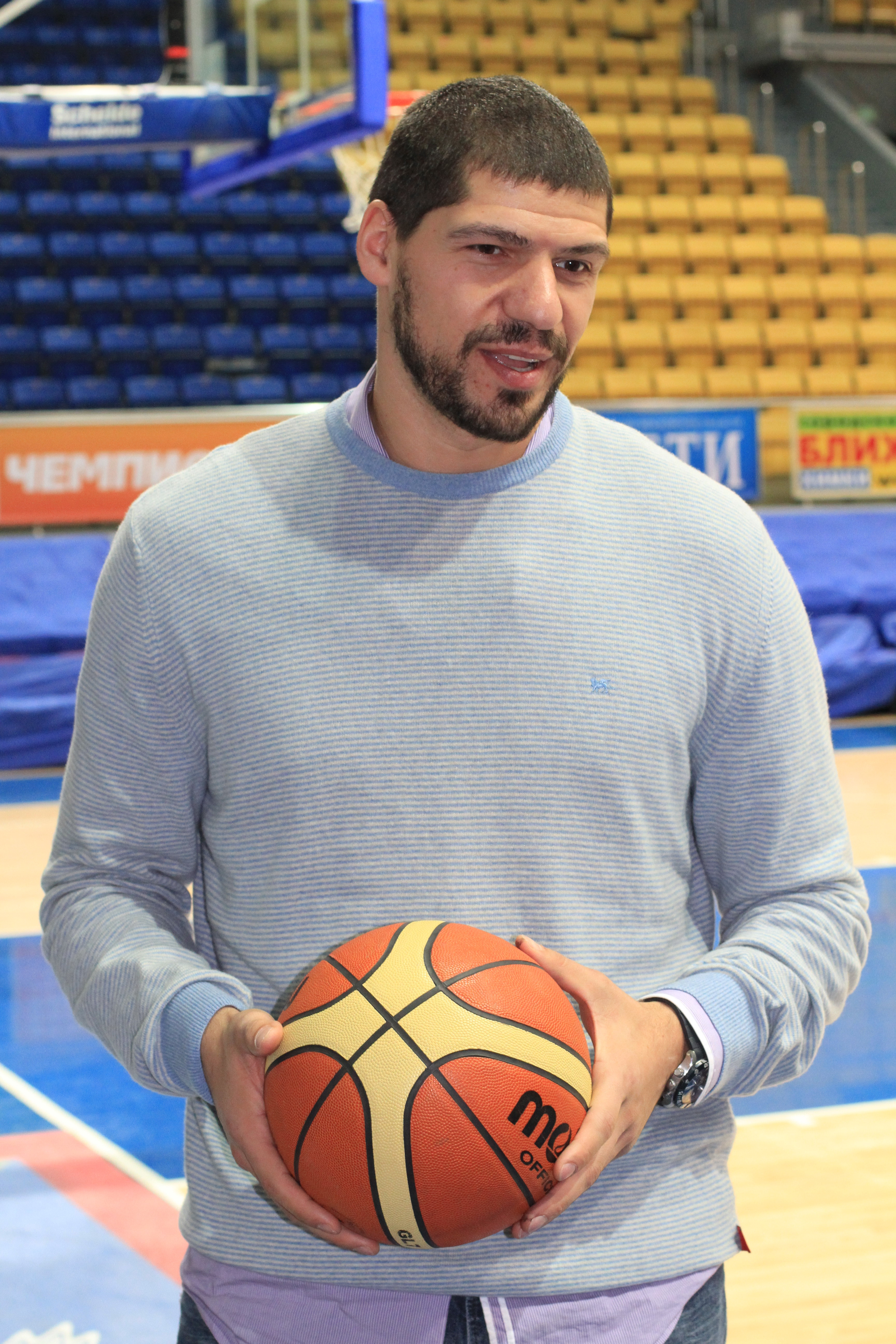
Papadopulos w 2011.

Na podstawie, o ile nie zaznaczono inaczej.
Drużynowe
- Mistrz:
  - Euroligi (2002, 2012)
  - VTB (2011)
  - Grecji (2003, 2012)
- Wicemistrz Rosji (2005, 2011)
- Brązowy medalista:
  - mistrzostw Grecji (2002)
  - pucharu Hiszpanii (2008)
  - superpucharu Hiszpanii (2007)
- Zdobywca pucharu:
  - ULEB (2006)
  - Grecji (2003)
- Finalista pucharu Grecji (2012)

Indywidualne
- Uczestnik w meczu gwiazd:
  - ligi greckiej (2001–2004, 2010, 2013)
  - meczu gwiazd All-Time Stars vs Rising Stars ligi greckiej (2018)[3]
- Zaliczony do:
  - I składu ligi greckiej (2004)
  - II składu Euroligi (2007)
- Lider w zbiórkach:
  - sezonu regularnego Eurocup (2011)
  - ligi greckiej (2013)

Reprezentacja
- Mistrz:
  - Europy (2005)
  - turnieju Akropolu (2000, 2003, 2005, 2006, 2007)
  - pucharu Stankovicia (2006)
- Wicemistrz świata (2006)
- Brązowy medalista mistrzostw Europy U-18 (1998)
- Uczestnik 
  - mistrzostw:
    - Europy:
      - 2001 – 9. miejsce, 2005, 2007 – 4. miejsce
      - U–20 (7. miejsce)

    - świata U–19 (1999 – 7. miejsce)

  - igrzysk olimpijskich (2004 – 5. miejsce)